# Перт (Шотландия)
Перт (англ. Perth, гэльск. Peairt, скотс Perth) — город в центральной части Шотландии. Административный центр округа Перт-энд-Кинросс (до 1975 г. — административный центр графства Пертшир).

## История
Считается, что кельтское название Перт, означающее «лес» или «заросли», позволяет датировать его III—IX веками. Однако наличие к северу от Перта римского форта Берта даёт основание разрабатывать версию об основании города римлянами. О Пертском замке говорят летописи IX века. Археологические данные доказывают существование города в X веке, а первое летописное упоминание Перта относится к XII веку, когда хартией ему был пожалован статус города.
Впервые Пертшир приобрёл особую известность благодаря Кеннету Мак Алпину, который стал первым королём объединённой Шотландии в 838 году. Именно он привёз в соседний с Пертом Скун легендарный Камень Судьбы, на вершине которого с тех пор совершались все коронации. На этом месте выросло большое аббатство. И даже когда король Англии Эдуард I вывез священный камень в 1296 году, Скун оставался центром королевства, и это обстоятельство всячески благоприятствовало развитию и процветанию Перта. С XIII века в Перте работает доминиканское аббатство Блэкфрайерс.
В 1793 году в Перте были построены Королевские казармы, просуществовавшие до 1961 года. Также в городе находится тюрьма для малолетних заключённых. В начале XX века близ Перта был построен самый северный ипподром Великобритании, а в 1988 году — крытый бассейн.
14 марта 2012 года Перт вместе с городами Челмсфорд и Сент Асеф получил статус «сити» в честь празднования бриллиантового юбилея вступления на престол королевы Елизаветы II.

## Города-побратимы
- Ашаффенбург, Германия
- Быдгощ, Польша
- Хайкоу, Хайнань, Китай
- Перт, Канада
- Псков, Россия